# Thomas Gundelund
Thomas Gundelund, né le 6 novembre 2001 à Skive au Danemark, est un footballeur danois qui évolue au poste d'arrière droit au Vejle BK.

## Biographie

### En club
Né à Skive au Danemark, Thomas Gundelund est formé par le Vejle BK. Ilsigne un premier contrat le 15 décembre 2017, prenant effet au 1er janvier 2018 et s'étendant jusqu'en décembre 2020.
Il découvre la Superligaen, l'élite du football danois, jouant son premier match dans cette compétition le 14 septembre 2020, lors de la première journée de la saison 2020-2021 contre l'AGF Aarhus. Il est titularisé et son équipe est battue par quatre buts à deux.
Le 24 mai 2022, Gundelund prolonge son contrat avec le Vejle BK jusqu'en juin 2025.
En février 2025, Gundelund est nommé capitaine du Vejle BK par Steffen Kielstrup, l'entraîneur intérimaire du club.

### En sélection
Thomas Gundelund représente l'équipe du Danemark des moins de 18 ans, jouant au total cinq matchs avec cette sélection, entre 2018 et 2019.

## Palmarès
Vejle BK
- Championnat du Danemark de deuxième division (1) :
  - Champion : 2022-2023.